# فنان الشارع

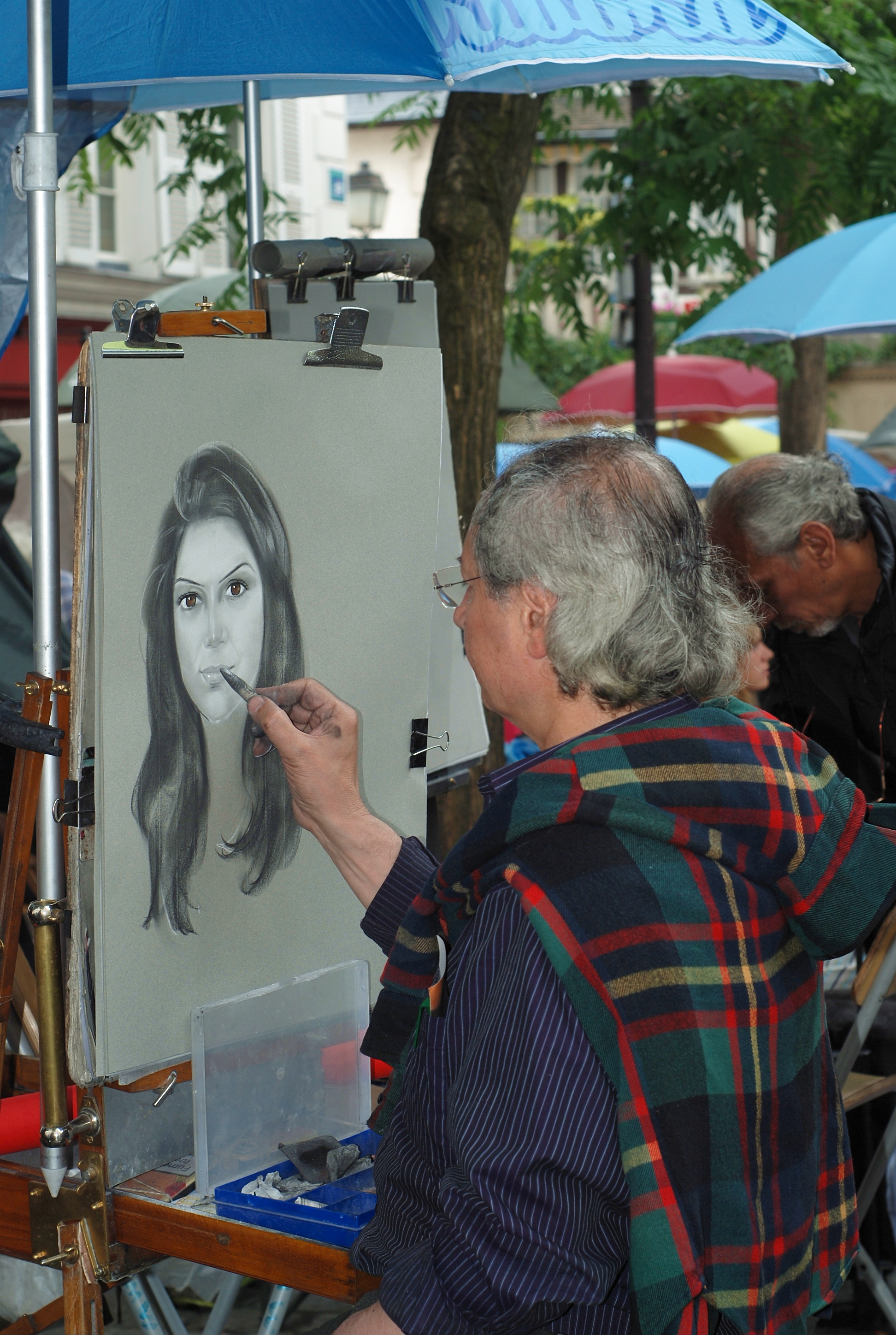
فنان شارع في ساحة عامة في باريس

فنان الشارع (بالإنجليزية: Street Artist)، هو كل شخص يقوم بأعمال فنية أو حرفية في الأماكن العامة (غالباً في الشارع) مقابل مكافأة مالية، وقد يقوم البعض منهم ببيع أعماله. ومن هؤلاء الفنانين، فنانو البورتريه (فن رسم الأشخاص) أو الكاريكاتير والفنانون الذين يقومون بنسخ اللوحات الشهيرة على الشوارع والأشخاص الذين يقومون بعمل ضفائر الشعر وصنع أساور الصداقة وغيرهم.
يستخدم مصطلح «فنان الشارع» للإشارة إلى أي شخص يشارك في أداءات الشارع أو يقوم بالغناء في الشارع لكسب المال، ومنهم الموسيقيين والبهلوانيين والمشعوذين ومؤدين عروض مسرح الشارع.
يتلقى فنان الشارع مكافأة مالية مقابل أعماله، وذلك إما عن طريق التبرعات التي يتركها الجمهور في قبعة أو علبة أو غيرها، أو عن طريق بيع هذه الأعمال للجمهور، لذا فإن بعض السلطات القضائية تنظر إلى فن الشارع على أنه نوع من التجارة ويتطلب ترخيصاً لمزاولته.
يمكن إيجاد فناني الشارع في كل أنحاء العالم، ومع ذلك، فهؤلاء الفنانين معرضين لخطر الطرد أو القبض عليهم في حال كانت البلدية تمنع مثل هذه العروض أو في حال كانت هذه العروض تعتبر ضد قانون الدولة. وفي بلدان أخرى، يمكن لفنان الشارع أن يحصل على ترخيص من قبل السلطات المحلية أو البلدية مما يمكنه من بيع أعماله بشكل قانوني. ولكن هذه التراخيص البلدية التي يحصل عليها الفنان عادة ما يكون لها حدود أو قيود من حيث الأماكن التي يستطيع الفنان الأداء فيها بالإضافة إلى الأعمال التي يسمح له ببيعها.

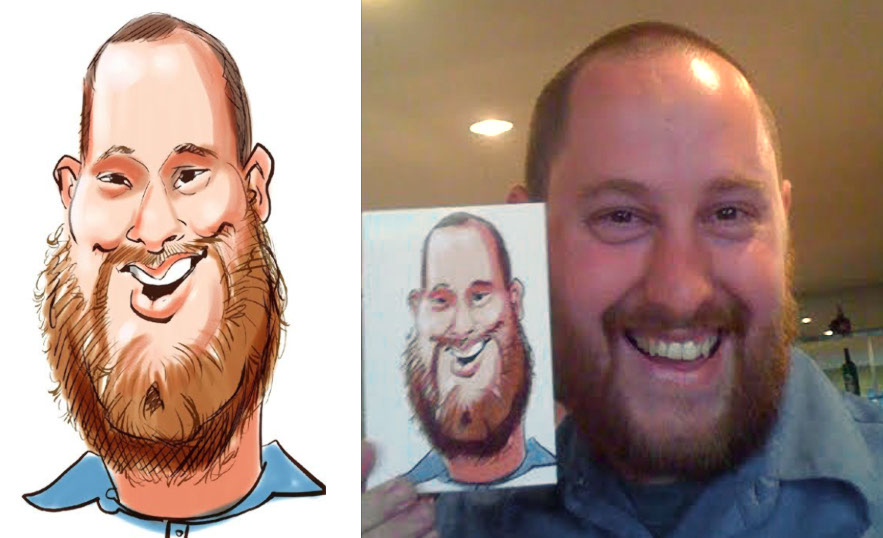
مثال على الكاريكاتير، وهو من أشهر فنون الشارع

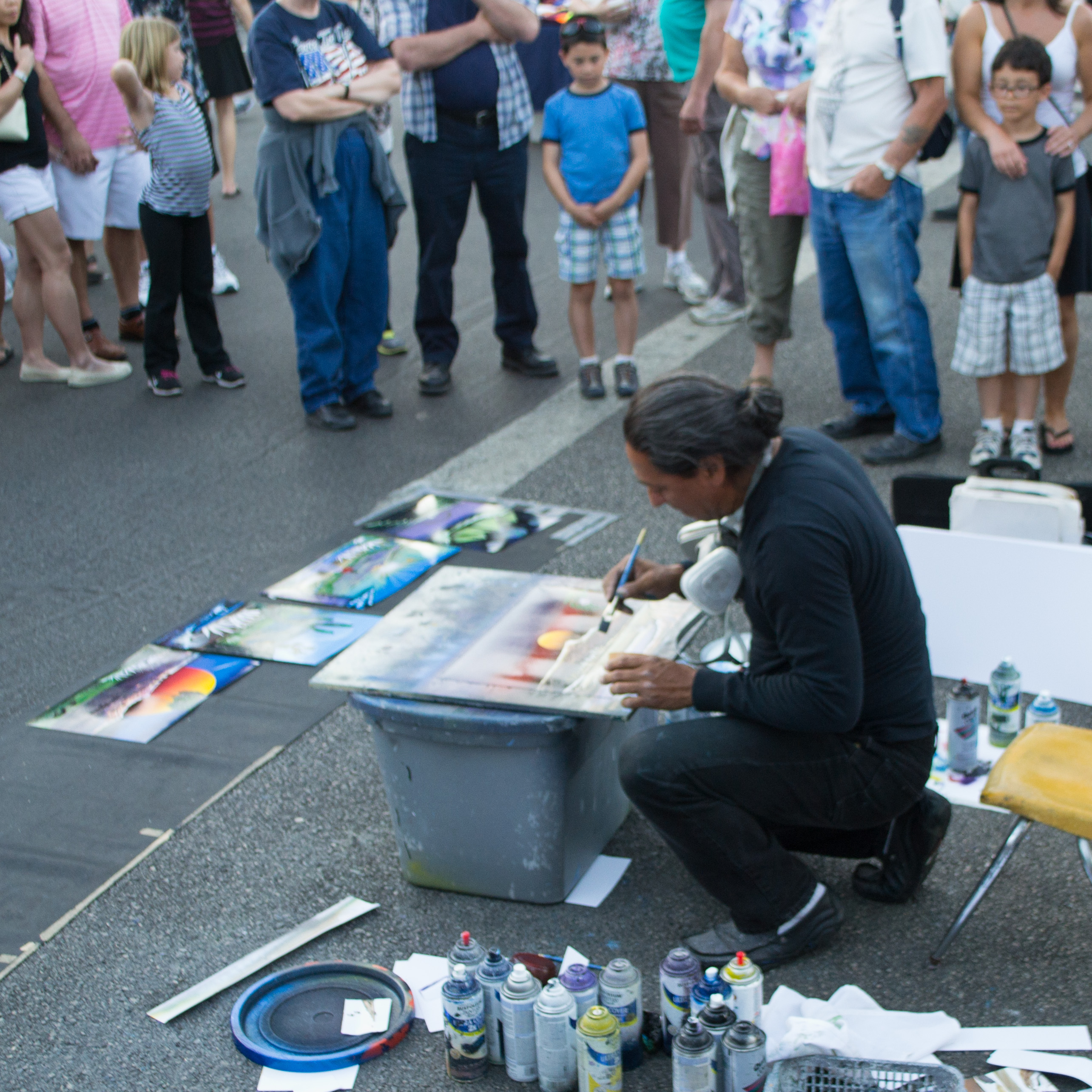
فنان شارع في مدينة بالم سبرينغز في الولايات المتحدة

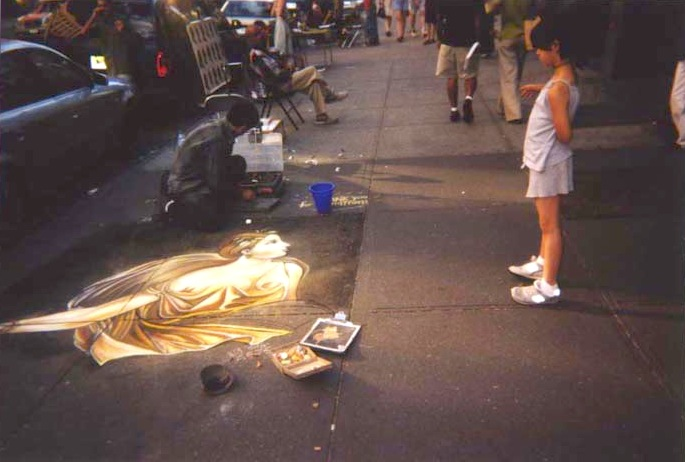
رسام شارع في مدينة نيويورك (يوليو، 2000)

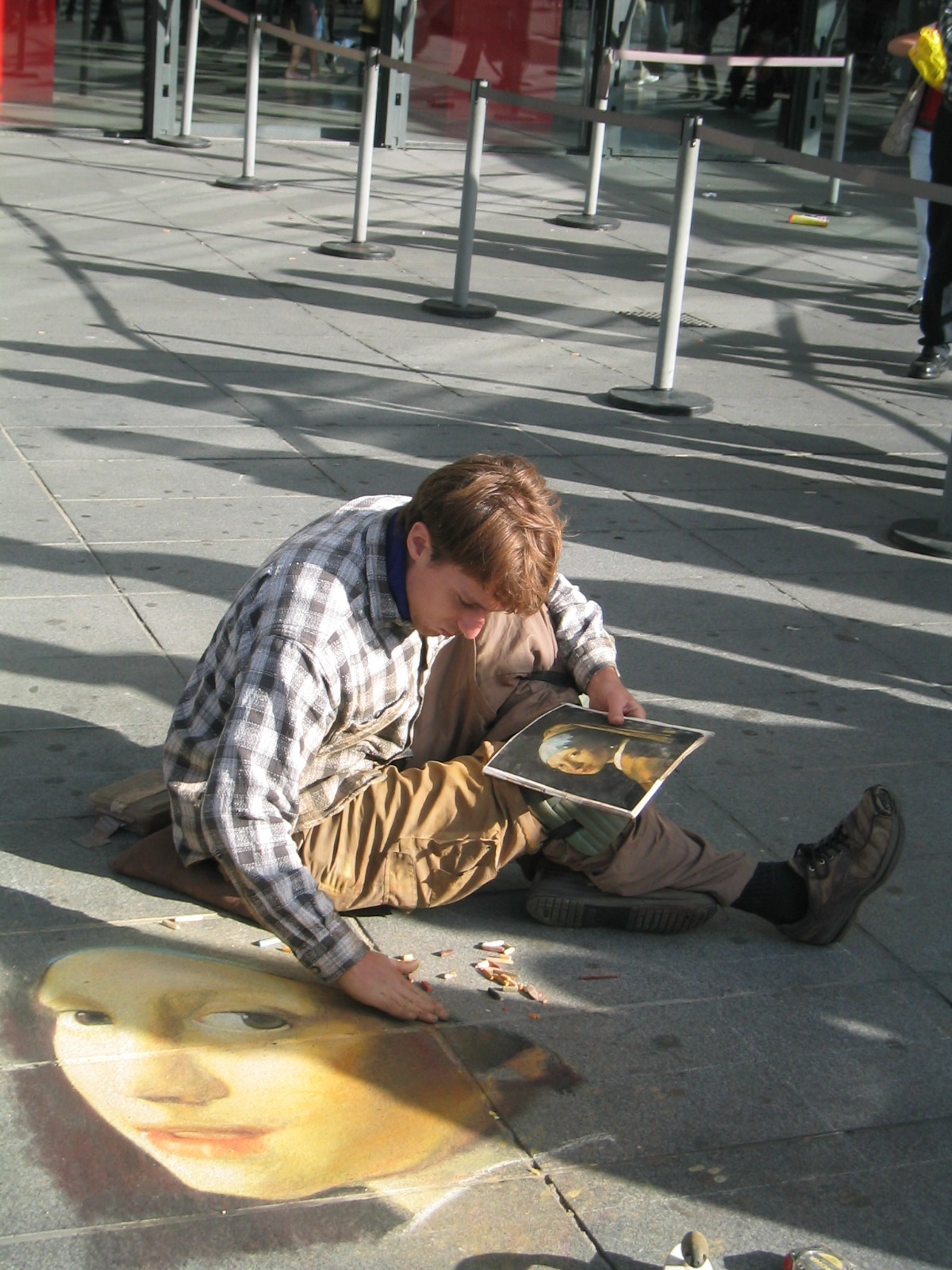
رسام شارع يقوم بنسخ لوحة "الفتاة ذات القرط اللؤلؤي" للرسام الهولندي يوهانس فيرمير، خارج مركز بومبيدو

## معرض صور

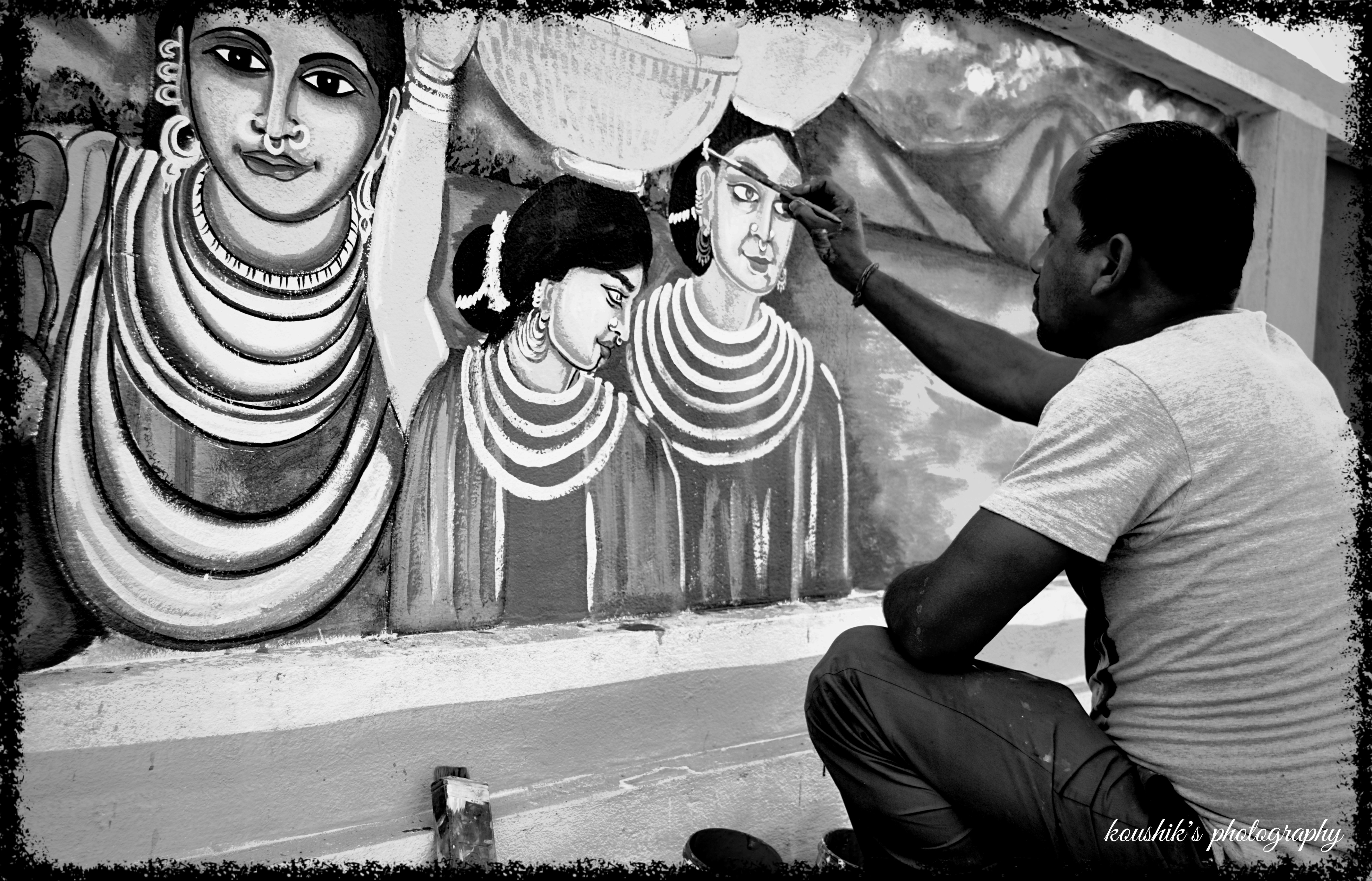
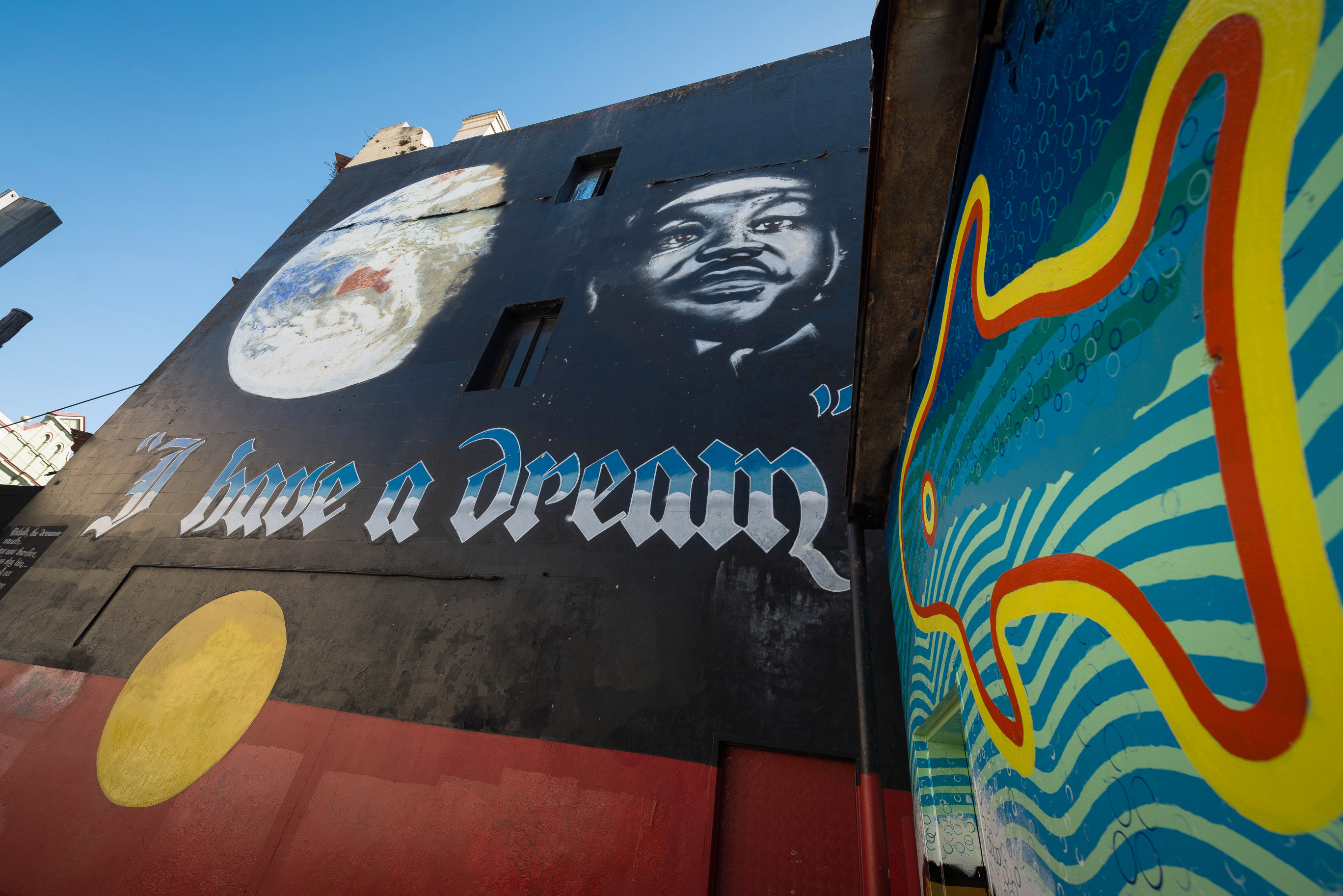
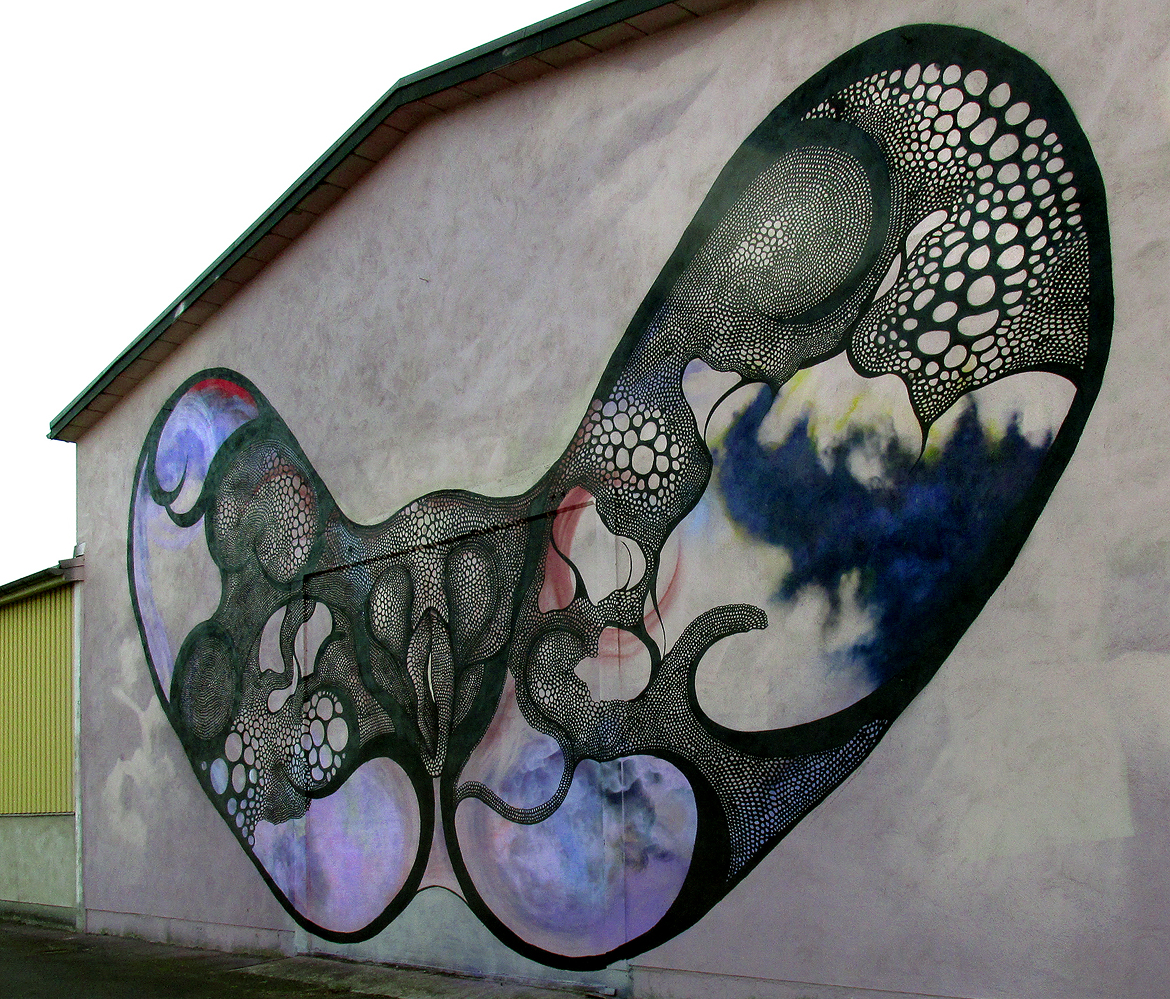